# آندراس باکرود
آندراس باکرود (انگلیسی: Andreas Bakkerud؛ زادهٔ ۱۰ اکتبر ۱۹۹۱) یک راننده حرفه ای رالی کراس اهل نروژ است. او از سال ۲۰۱۳ در کلاس سوپراسپرت رالی‌کراس در مسابقات اروپایی رالی‌کراس و رالی‌کراس جهانی نیترو از سال ۲۰۲۱ و در مسابقات اکستریم ای از سال ۲۰۲۳ شرکت کرده است. او در سال ۲۰۲۱ قهرمان اروپا شد.
او با راننده سابق مسابقات دی‌تی‌ام کریستین باکرود ارتباطی ندارد.